# Auró del Remei
L'Auró del Remei (Acer campestre) és un arbre que es troba al municipi de Camprodon (Ripollès).

## Dades descriptives
- Alçada total (h): 18,00 m.
- Volt de canó (c): 3,22 m.
- Capçada mitjana (C): 18,70 m.[1]
- Altitud sobre el nivell del mar: 950 m.[2] (la fitxa[1] està equivocada).

La base de tronc de l'arbre és eixamplada i s'endinsa a terra talment com dits. A 1,8-3 m el tronc es divideix en 2-3 besses unides, té una branca horitzontal a 1,8 m direcció nord. Catalogat com MA-31.039.01 Arxivat 2016-09-11 a Wayback Machine.

## Entorn
Situat al límit del prat del costat nord del Santuari del Remei, veïnat de Creixenturri a 42°17'26.8"N i 2°22'30.8"E.

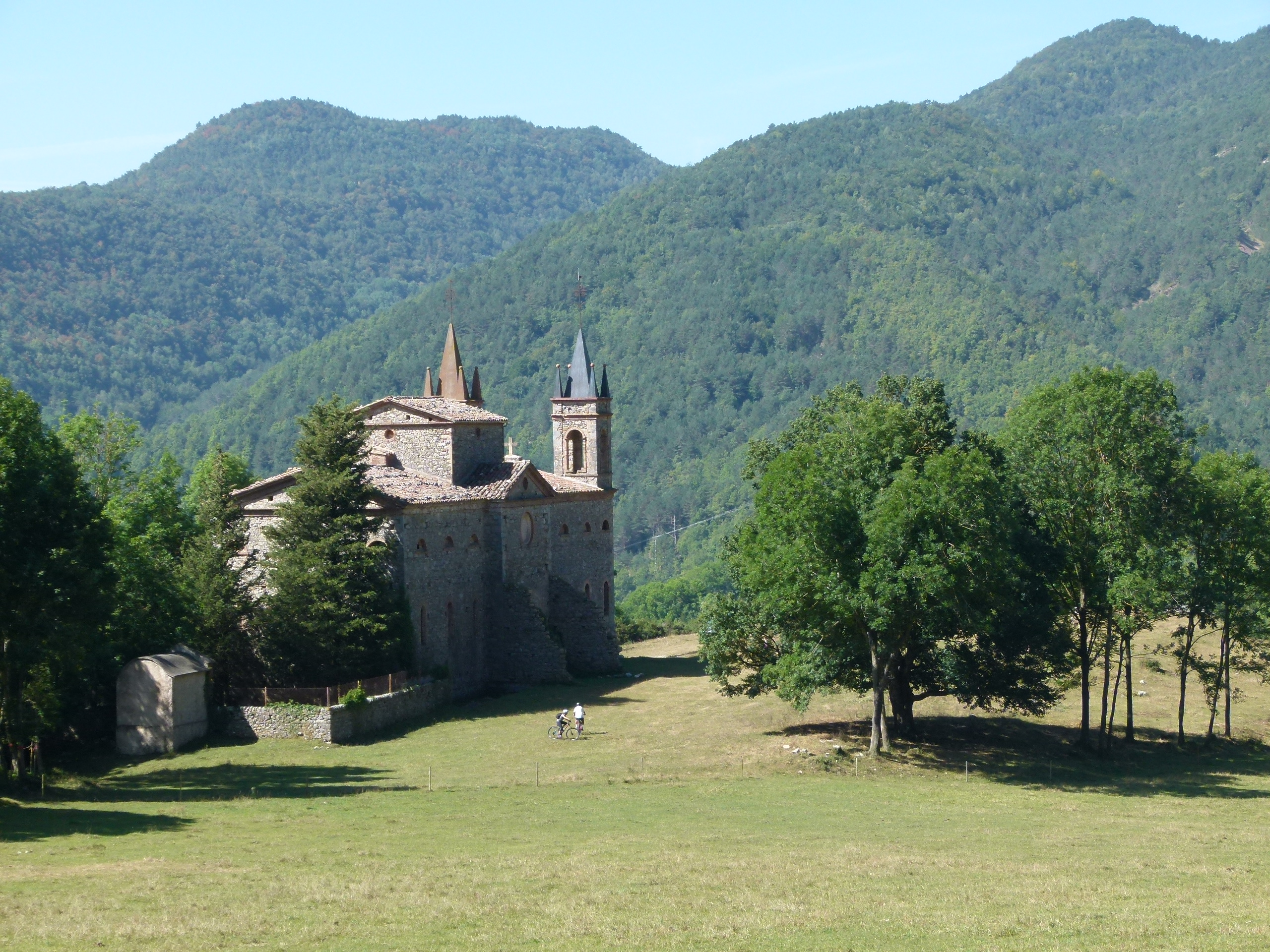
Auró i santuari del Remei

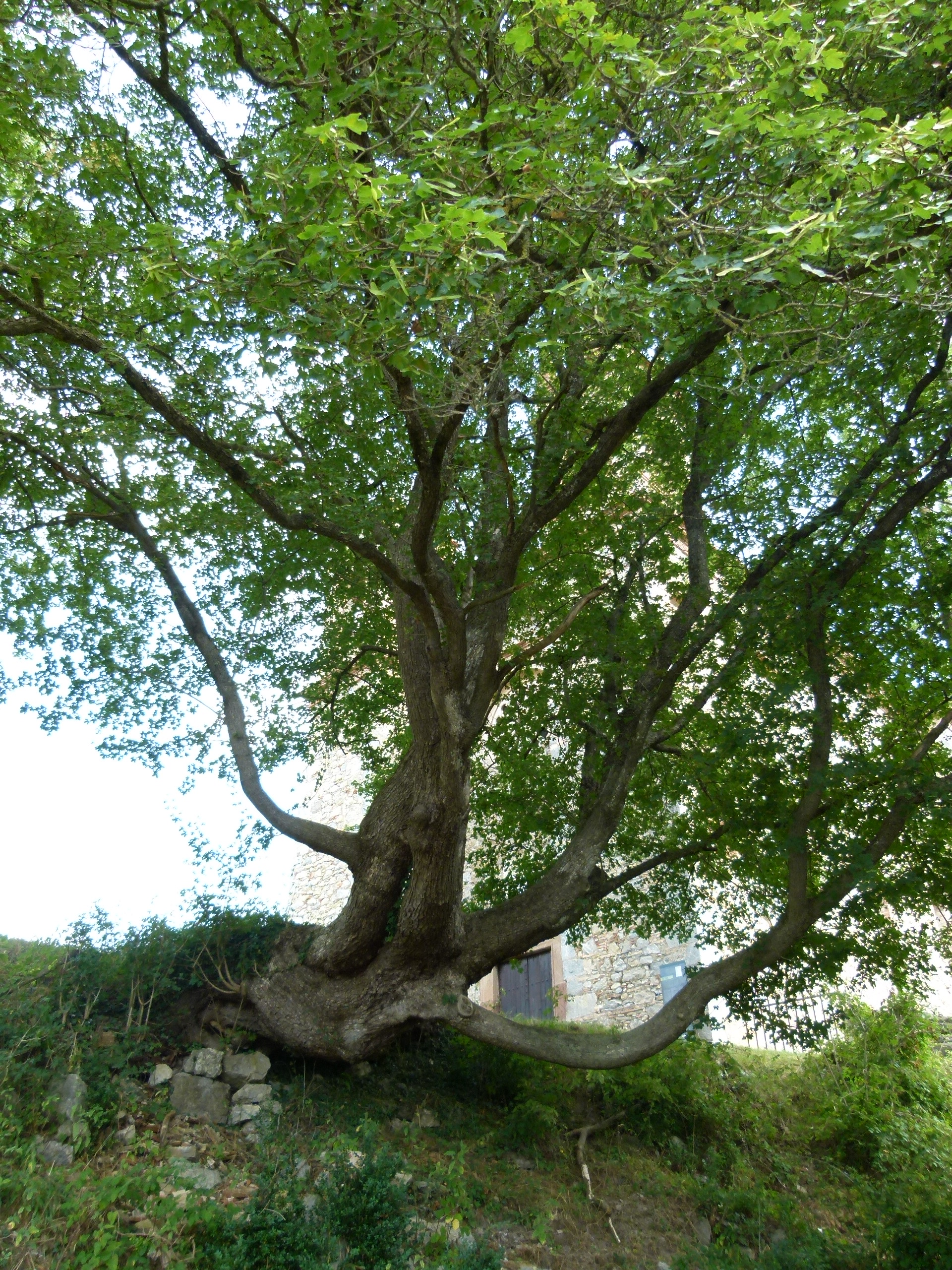
Auró tombat de 7 branques

Davant del Remei també creix l'Auró Tombat amb 7 branques que neixen a 1,3 m seguint l'eix del tronc des del marge i pugen verticals (h = 12; c (a 1 m seguint l'eix del tronc) = 2,72; C =13,5)

## Arbres singulars més propers
- Camprodon: arbreda del Passeig Maristany (Castanyer d'Índia, Faig, Plàtan fals, Til·ler)
- Creixenturri: AS Auró tombat del Remei, amb 7 branques que neixen a 1,3 m seguint l'eix del tronc des del marge i pugen verticals.
- Beget: AS Roure de Sant Valentí de Salarça; Roureda de Salarça.
- Ogassa: AS Faig mort de coll de Jou, Oma de la Tuta, Salze de Cal Pubill, Faig de Sant Amanç, Noguera de Fogonella.
- Sant Joan de les Abadesses: Sequoia de la Fàbrica Espona.
- Sant Pau de Segúries: Perer d'en Til.
- Setcases: Pi de les Set Branques d'Ulldeter.
- Ripoll: AL: Alzina del Capelló, Roure de Sant Vicenç de Puigmal, Roure d'Estiulella, Roure del Mir, Lledoner del Puig del Bruc, Roure de la Barricona; AS: Roure d'Estiula del Serrat, Roure de Isoles, Sòfora pèndula de Can Saiós; DS (arbredes): Fageda de Bonbac (AS: 6 Faigs de la Fageda de Bonbac; Freixe de la fageda de Bonbac).
- Llaés: AL: Alzina (bifurcada) de la Vila, Roure de la Vila; AS Alzina (rodona) de la Vila; DS (arbredes): Roureda de la Vila

AM= Arbre monumental; AS= Arbre singular; AL= Arbre d'interès local

## Història
L'auró ha vist com fidels peregrins de la Vall de Camprodon i rodalia venien a donar gràcies i demanar favors a la Mare de Déu del Remei.
El Remei, molt reformat al s XIX, havia estat la parròquia del poble de Creixenturri. També ha vist com la guerra de 1936-39 destrossava el temple. I poc després va viure intensament la retirada en la que molta gent es va veure obligada a passar per la Vall de Remei de Creixenturri per escapar cap a França, ja que el camí principal aviat va quedar bloquejat.